# 天津海河传媒中心
天津海河传媒中心是一家位于中国天津市的省级媒体机构，为中共天津市委直属事业单位，行政级别为正厅级，统一运营天津市域范围内的报纸、广播、电视、网站和新媒体。于2018年11月13日由天津日报社、今晚报社和天津广播电视台合并组建成立。

## 沿革
海河传媒中心成立前，天津市各媒体资源分散、管理粗放、低水平重复、同质化竞争的问题十分严重。各类新媒体平台建设虽有一定成效，但影响力都比较有限。为此在2017年2月，中共天津市委书记李鸿忠在全市宣传思想文化工作会议上明确提出“要下决心拿下天津报纸、电视、广播、網路的融合之战”。其后，李鸿忠多次到中央及天津新闻单位现场调研座谈，多次做出批示指示，主持召开会议，就天津媒体深度融合的方向、模式、路径等问题进行研究和决策。
2018年4月，中共天津市委审议通过《天津海河传媒中心组建方案》，确立“紧密型、两分开、融媒体、集约化”的12字改革原则和目标，对市级所有媒体实行“集中领导管理”。
2018年11月，根据中共中央、国务院批准，中共中央办公厅、国务院办公厅印发的《天津市机构改革方案》，明确“将天津日报社、天津广播电视台、今晚报社所属的频道频率、子报子刊、新媒体等所有资源整合建立成天津海河传媒中心”。而据天津市门户网站北方网于2018年7月27日刊发的《第六届融媒体粉丝狂欢节27日开幕》报道中，已提及该活动由“天津海河传媒中心”主办。
2018年11月13日，天津海河传媒中心正式宣布成立，原天津日报社（天津日报报业集团）、今晚报社（今晚传媒集团）、天津广播电视台、天津广播电视传媒集团有限公司（前四者为正局级单位）、天津报业印务中心、中国技术市场报社（后二者为副局级单位）建制撤销。天津海河传媒中心党委亦随天津海河传媒中心同时成立，天津日报社（天津日报报业集团）党委、今晚报社（今晚传媒集团）党委、天津广播电视台党委、天津广播电视传媒集团有限公司党委自然撤销。原天津日报社（天津日报报业集团）、今晚报社（今晚传媒集团）、天津广播电视台改制为天津日报事业部、今晚报事业部、天津广播电视事业部。天津媒体行业的局级领导职数由原本8正、32副削减为2正、11副的编制。
2019年3月，海河传媒中心滨海新区融媒体工作区投入使用。

## 机构设置与运作
天津海河传媒中心由原天津日报社、今晚报社和天津广播电视台合并组建，合并后的机构整合为“一套班子、一个法人、一个行政指挥系统、一个宣传策划中心”。原有的三家媒体机构撤销独立法人建制后，改制为不设行政级别的3个事业部，即天津日报事业部、今晚报事业部、天津广播电视事业部，实现“报纸无社、广电无台”运行。海河传媒中心成立后，局级领导职数由8正32副削减为2正11副，内设机构由改革前的117个压缩至57个，处级干部职数由改革前的433名压缩至197名。另外，海河传媒中心将原“两报一台”所属新媒体采编人员、平台、项目等资源整建制划入北方网，北方网公司通过整合天津网络广播电视台等6家公司，重组为新的天津津云新媒体集团股份有限公司。
另外，天津海河传媒中心实行按照业务条线垂直设置的“中心制”，统筹采编业务，目前已完成体育中心、文艺中心组建。海河传媒中心还全面清理了无关主业且亏损严重的经营性公司，关闭51家企业，裁减安置冗员563人，并统筹中心旗下8个主要媒体的广告经营业务，成立“广告联盟”，对外统一招商运营。同时计划组建由海河传媒中心出资的平台性公司，统一开展广告、新媒体创新服务、文化产业、楼宇经济、资本运作等所有经营性业务。

## 主要领导
- 王奕：天津海河传媒中心党委委员、党委书记、总裁，兼天津日报事业部党委委员、书记，兼今晚报事业部党委委员、书记，兼天津广播电视事业部党委委员、书记
- 王立文：天津海河传媒中心党委委员、党委副书记、副总裁，天津日报事业部党委委员、副书记、总编辑，兼今晚报事业部党委委员、副书记、总编辑
- 印永清：天津广播电视事业部党委委员、副书记、总编辑
- 刘晓津、苗祺源、马波：天津日报事业部副总编辑
- 王克、朱康文、陈杰、王占胜、张虹红、钟明森：今晚报事业部副总编辑
- 沈国华、张颖、李津、李广全：天津广播电视事业部副总编辑
- 蔡晓江：天津广播电视事业部艺术总监（保留副局级）[5]

## 旗下媒体与资产
海河传媒中心成立后，先后对《中国技术市场报》、《渤海早报》、《采风报》、《球迷》、《假日100》、《范儿》、《育儿》、《智力》、《今晚经济周报》、《今日天津》、《城市快报》等10余个子报子刊停刊，停播国际频道、高清搏击、时代风尚、时代美食、时代家居、时代出行6个电视频道，调整区县联盟、音乐2个广播频率定位，停止运营天津网、今晚网、今晚海外网、天视网、天津广播网5个网站及“新闻117”“前沿”“问津”3个新闻客户端。
以下为海河传媒中心现有的媒体与资产列表。

### 报纸
- 《天津日报》
- 《每日新报》
- 《今晚报》
- 《中老年时报》[8]

### 网站、新媒体
- 北方网
- 「津云」